# Nycticeius humeralis
Nycticeius humeralis (Rafinesque, 1818) è un pipistrello della famiglia dei Vespertilionidi diffuso nell'America settentrionale.

## Descrizione

### Dimensioni
Pipistrello di piccole dimensioni, con la lunghezza totale tra 92 e 95 mm, la lunghezza dell'avambraccio tra 33 e 39 mm, la lunghezza della coda tra 35 e 42 mm, la lunghezza delle orecchie di 11 mm e un peso fino a 10 g.

### Aspetto
La pelliccia è sparsa. Le parti dorsali sono marroni opache, con la base dei peli scura, mentre le parti ventrali sono più chiare. Il muso è scuro e largo, dovuto alla presenza di due masse ghiandolari sui lati. Le orecchie sono piccole, nerastre ed insolitamente spesse. Il trago è corto, curvato in avanti e arrotondato. Le membrane alari sono nerastre. La coda è lunga ed è inclusa completamente nell'ampio uropatagio. Il calcar è privo di carenatura. Il cariotipo è 2n=24 FNa=48.

## Biologia

### Comportamento
Si rifugia nelle cavità degli alberi, sotto le cortecce e talvolta in strutture fatte dall'uomo, dove può formare colonie di migliaia di individui. Talvolta può frequentare anche le grotte. Le popolazioni più settentrionali migrano più a sud all'inizio dell'inverno. Il suo volo è lento ma stabile. Vola più in alto verso sera e molto più in basso durante la notte.

### Alimentazione
Si nutre di coleotteri, lepidotteri e ditteri.

### Riproduzione
Gli accoppiamenti avvengono in tarda estate e inizi di autunno. Lo sperma viene immagazzinato durante l'inverno, mentre l'ovulazione e la fertilizzazione avvengono in primavera. Le femmine danno alla luce 1-2 piccoli da metà maggio fino ai primi di luglio. Vengono svezzati dopo 6 settimane. I sessi si separano durante le nascite, quando si formano vivai da 6 a circa 950 esemplari. L'aspettativa di vita allo stato selvatico è mediamente di circa 2 anni, sebbene siano stati registrati casi fino a 5 anni.

## Distribuzione e habitat
Questa specie è diffusa dal Nebraska saud-orientale allo stato messicano settentrionale di Veracruz a ovest, attraverso la regione dei Grandi Laghi e la Pennsylvania meridionale a nord fino alla Florida e gli stati del Golfo del Messico a sud.
Vive nelle foreste decidue fino a 300 metri di altitudine.

## Tassonomia
Sono state riconosciute 3 sottospecie:
- N.h.humeralis: Nebraska sud-orientale, Kansas, Oklahoma, Texas orientali; Iowa, Pennsylvania, Michigan, New Jersey meridionali; Missouri, Arkansas, Louisiana, Illinois, Indiana, Kentucky, Tennessee, Mississippi, Alabama, Georgia, Carolina del Sud, Carolina del Nord, Virginia, Virginia Occidentale, Ohio, Maryland, Delaware; Florida settentrionale;
- N.h.mexicanus (Davis, 1944): Messico nord-orientale;
- N.h.subtropicalis (Schwartz, 1951): Florida meridionale.

## Conservazione
La IUCN Red List, considerato il vasto areale e la presenza in diverse aree protette, classifica N.humeralis come specie a rischio minimo (Least Concern)).